# Thông Thành
Thông Thành (chữ Hán giản thể:通城县, âm Hán Việt: Thông Thành huyện) là một huyện thuộc địa cấp thị Hàm Ninh, tỉnh Hồ Bắc, Cộng hòa Nhân dân Trung Hoa. Huyện này có diện tích 1129,29 ki-lô-mét vuông, dân số năm 2004 là 450.000 người. Mã số bưu chính là 437400. Về mặt hành chính, huyện này được chia thành 9 trấn, 2 hương, 5 lâm trường quốc doanh, 1 trà trường quốc doanh và 2 nông trường quốc doanh.
- Trấn: Tuyển Thủy, Mạch Thị, Bắc Cảng, Ngũ Lý, Mã Cảng, Thạch Nam, Đường Hồ, Sa Đôi.
- Hương: Tứ Trang, Đại Bình.

## Khí hậu
| Dữ liệu khí hậu của Thông Thành, elevation 146 m (479 ft), (1991–2020 normals, extremes 1981–2010) | Dữ liệu khí hậu của Thông Thành, elevation 146 m (479 ft), (1991–2020 normals, extremes 1981–2010) | Dữ liệu khí hậu của Thông Thành, elevation 146 m (479 ft), (1991–2020 normals, extremes 1981–2010) | Dữ liệu khí hậu của Thông Thành, elevation 146 m (479 ft), (1991–2020 normals, extremes 1981–2010) | Dữ liệu khí hậu của Thông Thành, elevation 146 m (479 ft), (1991–2020 normals, extremes 1981–2010) | Dữ liệu khí hậu của Thông Thành, elevation 146 m (479 ft), (1991–2020 normals, extremes 1981–2010) | Dữ liệu khí hậu của Thông Thành, elevation 146 m (479 ft), (1991–2020 normals, extremes 1981–2010) | Dữ liệu khí hậu của Thông Thành, elevation 146 m (479 ft), (1991–2020 normals, extremes 1981–2010) | Dữ liệu khí hậu của Thông Thành, elevation 146 m (479 ft), (1991–2020 normals, extremes 1981–2010) | Dữ liệu khí hậu của Thông Thành, elevation 146 m (479 ft), (1991–2020 normals, extremes 1981–2010) | Dữ liệu khí hậu của Thông Thành, elevation 146 m (479 ft), (1991–2020 normals, extremes 1981–2010) | Dữ liệu khí hậu của Thông Thành, elevation 146 m (479 ft), (1991–2020 normals, extremes 1981–2010) | Dữ liệu khí hậu của Thông Thành, elevation 146 m (479 ft), (1991–2020 normals, extremes 1981–2010) | Dữ liệu khí hậu của Thông Thành, elevation 146 m (479 ft), (1991–2020 normals, extremes 1981–2010) |
| Tháng                                                                                              | 1                                                                                                  | 2                                                                                                  | 3                                                                                                  | 4                                                                                                  | 5                                                                                                  | 6                                                                                                  | 7                                                                                                  | 8                                                                                                  | 9                                                                                                  | 10                                                                                                 | 11                                                                                                 | 12                                                                                                 | Năm                                                                                                |
| -------------------------------------------------------------------------------------------------- | -------------------------------------------------------------------------------------------------- | -------------------------------------------------------------------------------------------------- | -------------------------------------------------------------------------------------------------- | -------------------------------------------------------------------------------------------------- | -------------------------------------------------------------------------------------------------- | -------------------------------------------------------------------------------------------------- | -------------------------------------------------------------------------------------------------- | -------------------------------------------------------------------------------------------------- | -------------------------------------------------------------------------------------------------- | -------------------------------------------------------------------------------------------------- | -------------------------------------------------------------------------------------------------- | -------------------------------------------------------------------------------------------------- | -------------------------------------------------------------------------------------------------- |
| Cao kỉ lục °C (°F)                                                                                 | 24.6 (76.3)                                                                                        | 29.3 (84.7)                                                                                        | 32.7 (90.9)                                                                                        | 34.8 (94.6)                                                                                        | 36.0 (96.8)                                                                                        | 37.2 (99.0)                                                                                        | 40.1 (104.2)                                                                                       | 40.3 (104.5)                                                                                       | 38.0 (100.4)                                                                                       | 35.9 (96.6)                                                                                        | 31.5 (88.7)                                                                                        | 24.4 (75.9)                                                                                        | 40.3 (104.5)                                                                                       |
| Trung bình ngày tối đa °C (°F)                                                                     | 9.0 (48.2)                                                                                         | 12.2 (54.0)                                                                                        | 16.6 (61.9)                                                                                        | 23.1 (73.6)                                                                                        | 27.5 (81.5)                                                                                        | 30.3 (86.5)                                                                                        | 33.5 (92.3)                                                                                        | 33.1 (91.6)                                                                                        | 29.3 (84.7)                                                                                        | 23.9 (75.0)                                                                                        | 18.0 (64.4)                                                                                        | 11.9 (53.4)                                                                                        | 22.4 (72.3)                                                                                        |
| Trung bình ngày °C (°F)                                                                            | 4.7 (40.5)                                                                                         | 7.4 (45.3)                                                                                         | 11.6 (52.9)                                                                                        | 17.7 (63.9)                                                                                        | 22.4 (72.3)                                                                                        | 25.7 (78.3)                                                                                        | 28.7 (83.7)                                                                                        | 28.0 (82.4)                                                                                        | 24.0 (75.2)                                                                                        | 18.4 (65.1)                                                                                        | 12.4 (54.3)                                                                                        | 6.8 (44.2)                                                                                         | 17.3 (63.2)                                                                                        |
| Tối thiểu trung bình ngày °C (°F)                                                                  | 1.6 (34.9)                                                                                         | 4.0 (39.2)                                                                                         | 7.9 (46.2)                                                                                         | 13.5 (56.3)                                                                                        | 18.3 (64.9)                                                                                        | 22.1 (71.8)                                                                                        | 24.9 (76.8)                                                                                        | 24.3 (75.7)                                                                                        | 20.1 (68.2)                                                                                        | 14.4 (57.9)                                                                                        | 8.4 (47.1)                                                                                         | 3.2 (37.8)                                                                                         | 13.6 (56.4)                                                                                        |
| Thấp kỉ lục °C (°F)                                                                                | −6.6 (20.1)                                                                                        | −6.7 (19.9)                                                                                        | −2.6 (27.3)                                                                                        | 0.9 (33.6)                                                                                         | 8.5 (47.3)                                                                                         | 12.3 (54.1)                                                                                        | 18.4 (65.1)                                                                                        | 17.2 (63.0)                                                                                        | 9.1 (48.4)                                                                                         | 1.1 (34.0)                                                                                         | −3.1 (26.4)                                                                                        | −9.9 (14.2)                                                                                        | −9.9 (14.2)                                                                                        |
| Lượng Giáng thủy trung bình mm (inches)                                                            | 77.2 (3.04)                                                                                        | 88.5 (3.48)                                                                                        | 154.2 (6.07)                                                                                       | 208.4 (8.20)                                                                                       | 230.5 (9.07)                                                                                       | 276.0 (10.87)                                                                                      | 231.4 (9.11)                                                                                       | 136.8 (5.39)                                                                                       | 86.9 (3.42)                                                                                        | 70.9 (2.79)                                                                                        | 80.0 (3.15)                                                                                        | 47.4 (1.87)                                                                                        | 1.688,2 (66.46)                                                                                    |
| Số ngày giáng thủy trung bình (≥ 0.1 mm)                                                           | 13.0                                                                                               | 12.8                                                                                               | 16.7                                                                                               | 15.7                                                                                               | 15.1                                                                                               | 14.7                                                                                               | 13.4                                                                                               | 12.4                                                                                               | 9.1                                                                                                | 9.6                                                                                                | 10.3                                                                                               | 9.6                                                                                                | 152.4                                                                                              |
| Số ngày tuyết rơi trung bình                                                                       | 4.3                                                                                                | 2.2                                                                                                | 0.5                                                                                                | 0                                                                                                  | 0                                                                                                  | 0                                                                                                  | 0                                                                                                  | 0                                                                                                  | 0                                                                                                  | 0                                                                                                  | 0.1                                                                                                | 1.1                                                                                                | 8.2                                                                                                |
| Độ ẩm tương đối trung bình (%)                                                                     | 79                                                                                                 | 79                                                                                                 | 79                                                                                                 | 77                                                                                                 | 78                                                                                                 | 82                                                                                                 | 78                                                                                                 | 79                                                                                                 | 79                                                                                                 | 77                                                                                                 | 78                                                                                                 | 76                                                                                                 | 78                                                                                                 |
| Số giờ nắng trung bình tháng                                                                       | 80.0                                                                                               | 80.3                                                                                               | 99.4                                                                                               | 124.9                                                                                              | 146.3                                                                                              | 140.8                                                                                              | 208.5                                                                                              | 203.5                                                                                              | 161.3                                                                                              | 143.7                                                                                              | 125.2                                                                                              | 114.0                                                                                              | 1.627,9                                                                                            |
| Phần trăm nắng có thể                                                                              | 25                                                                                                 | 25                                                                                                 | 27                                                                                                 | 32                                                                                                 | 35                                                                                                 | 34                                                                                                 | 49                                                                                                 | 50                                                                                                 | 44                                                                                                 | 41                                                                                                 | 39                                                                                                 | 36                                                                                                 | 36                                                                                                 |
| Nguồn: China Meteorological Administration                                                         | | | | | | | | | | | | | |